# Miroje Jovanović
Miroje Jovanović (* 10. března 1987, Titograd, SFR Jugoslávie) je černohorský fotbalový záložník a reprezentant aktuálně hrající za klub FK Mladost Podgorica.

## Reprezentační kariéra
V A-mužstvu Černé Hory debutoval 17. 11. 2013 v přátelském zápase proti domácímu týmu Lucemburska (výhra 4:1). V utkání jednou skóroval.